# 欣安邨

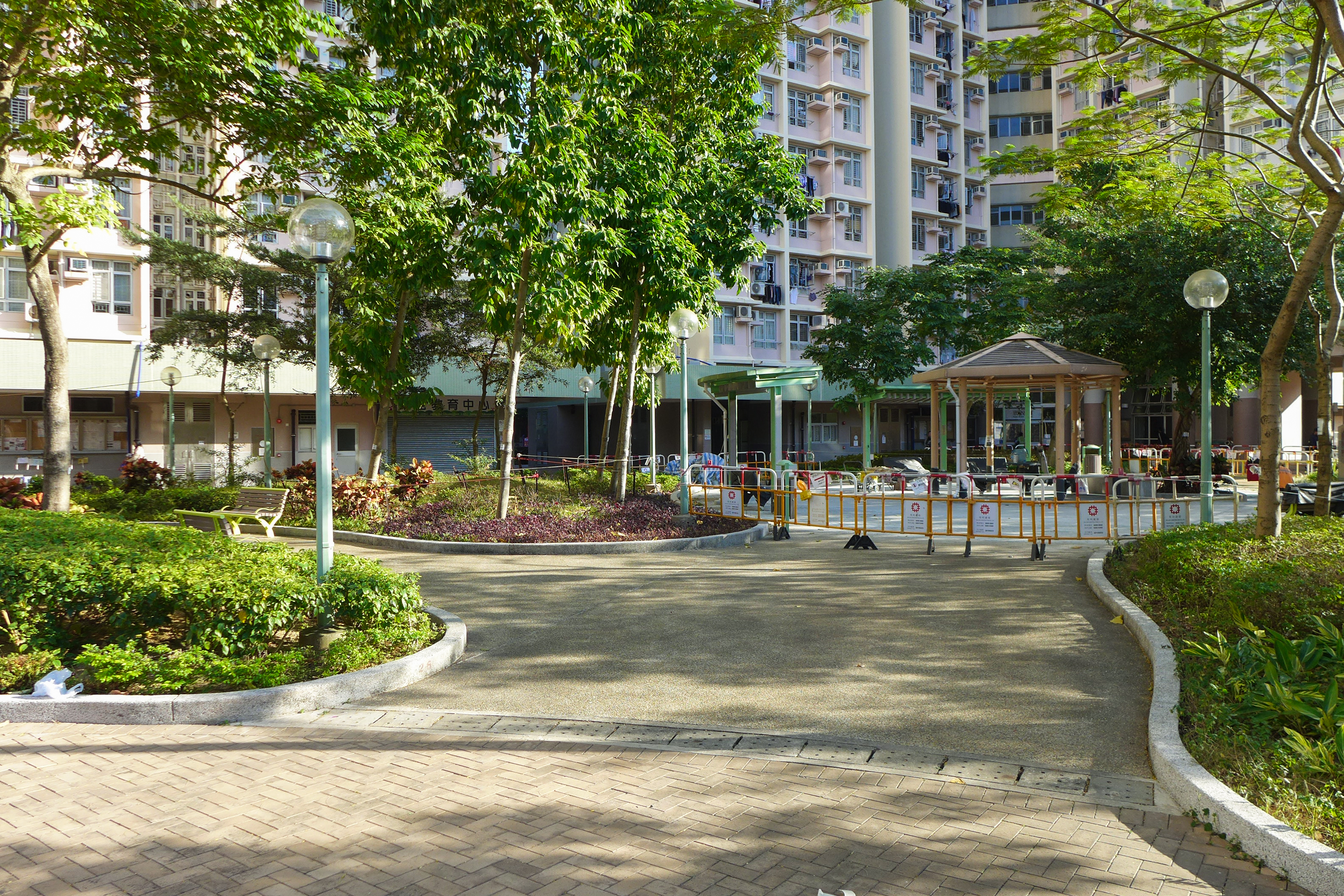
園境花園

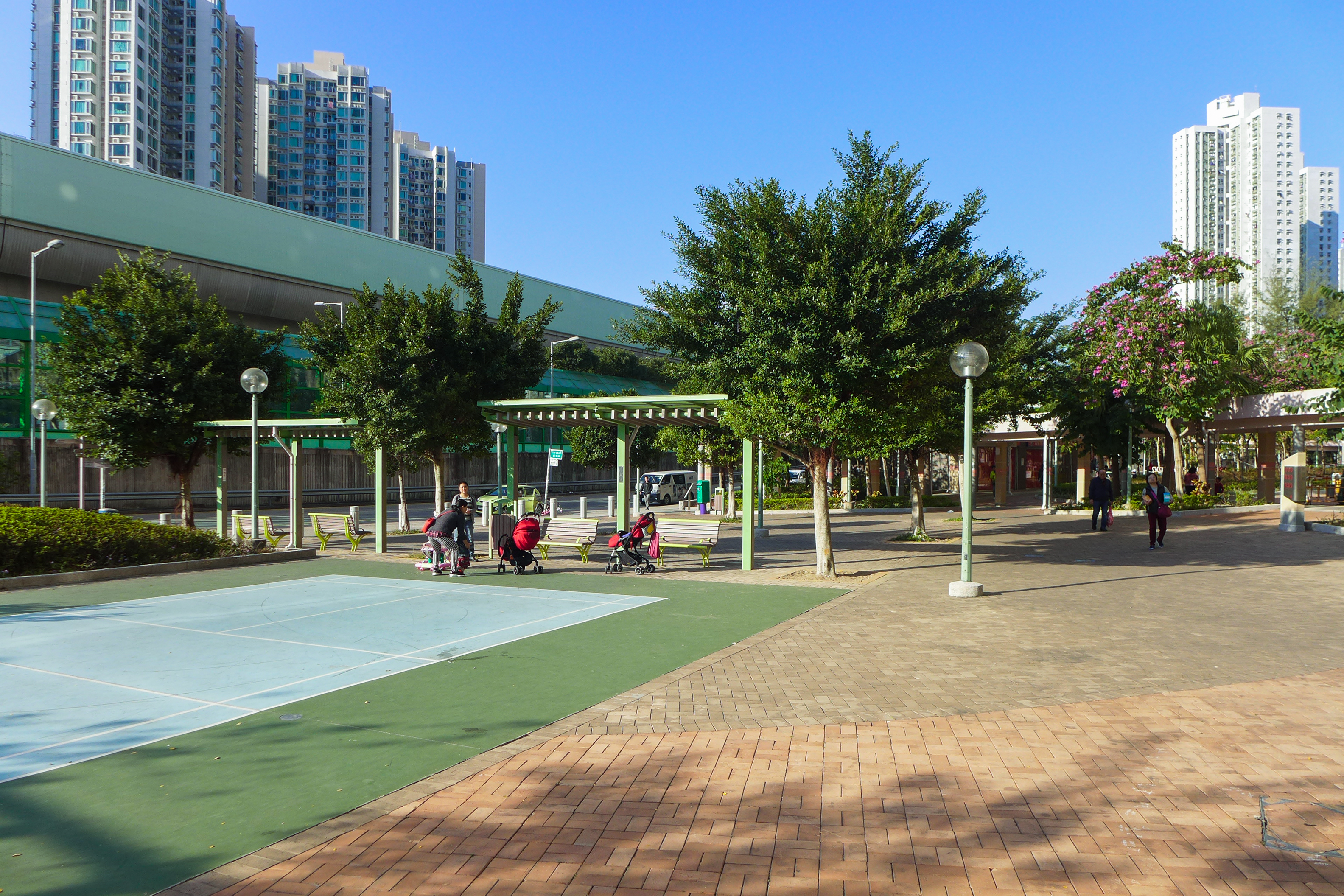
邨內的羽毛球場在2020年初清拆，將興建零售設施

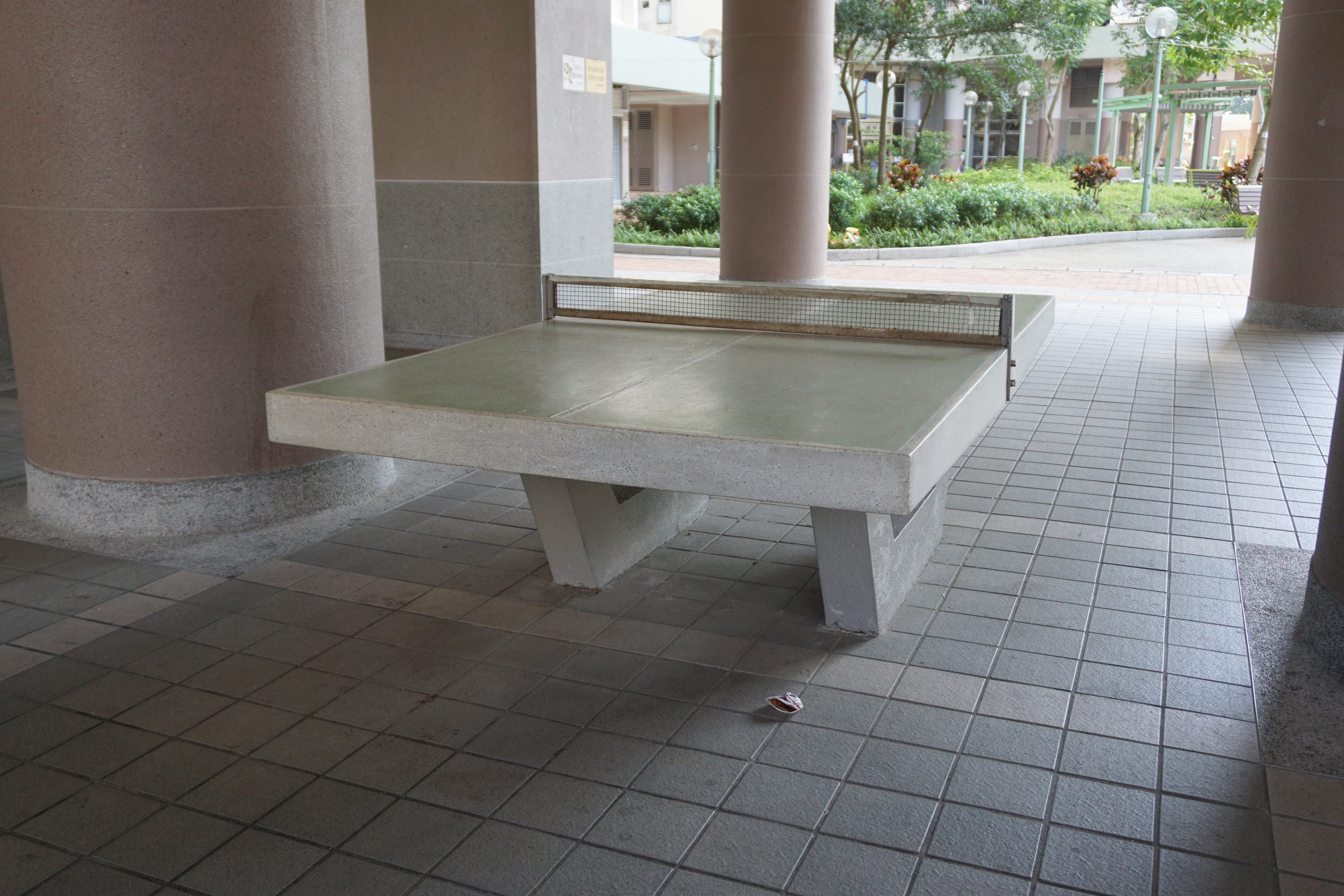
乒乓球枱

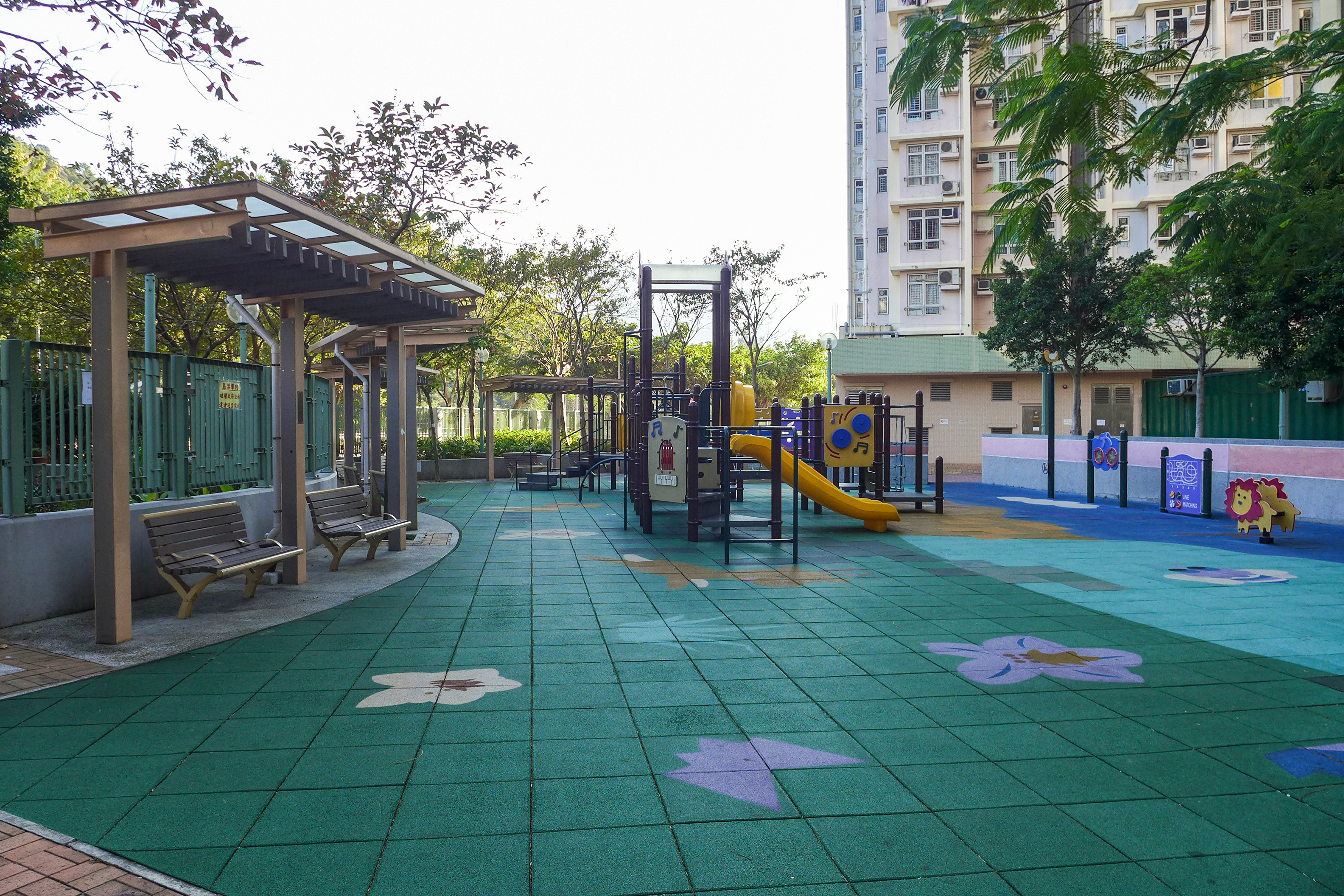
兒童遊樂場

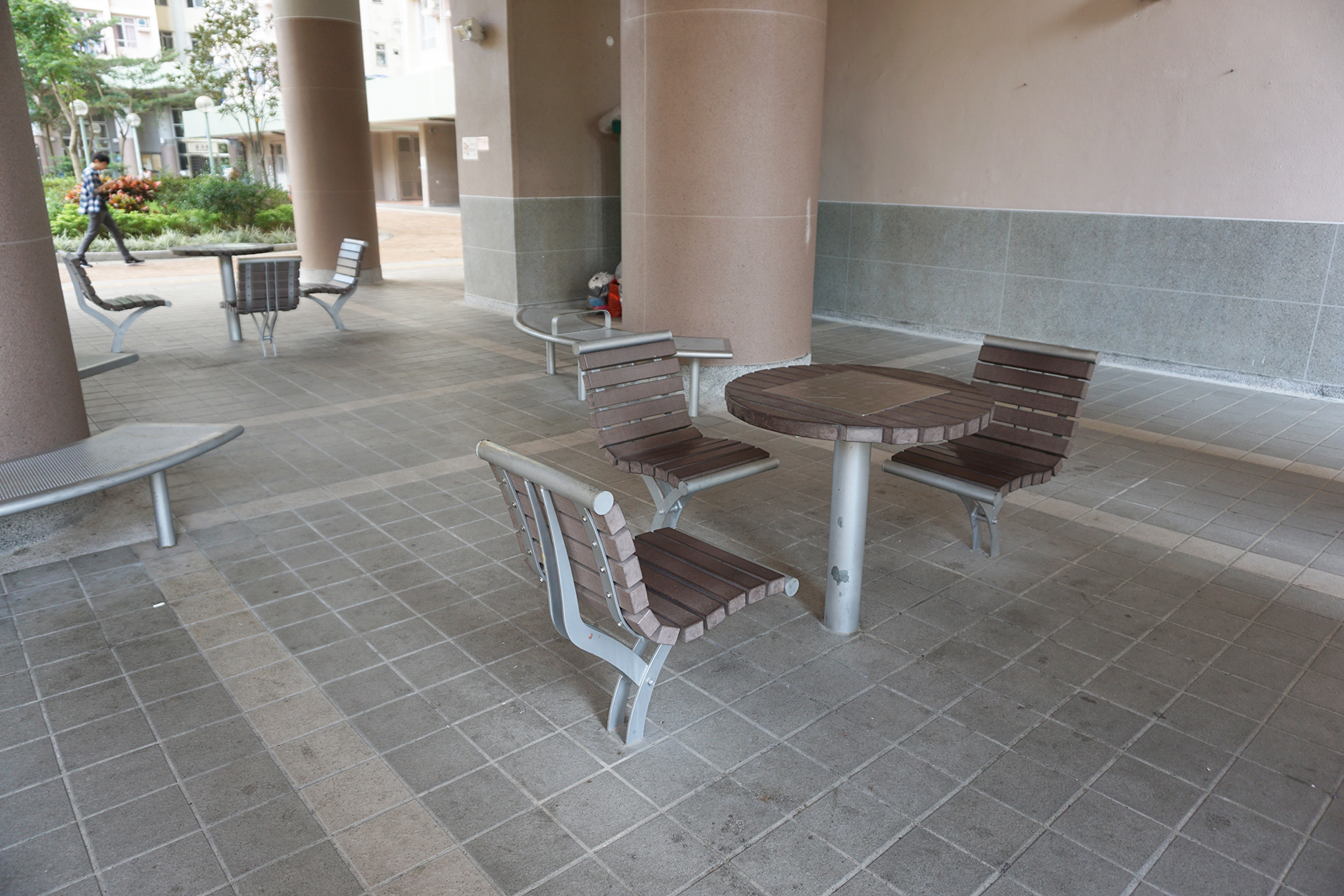
棋藝區

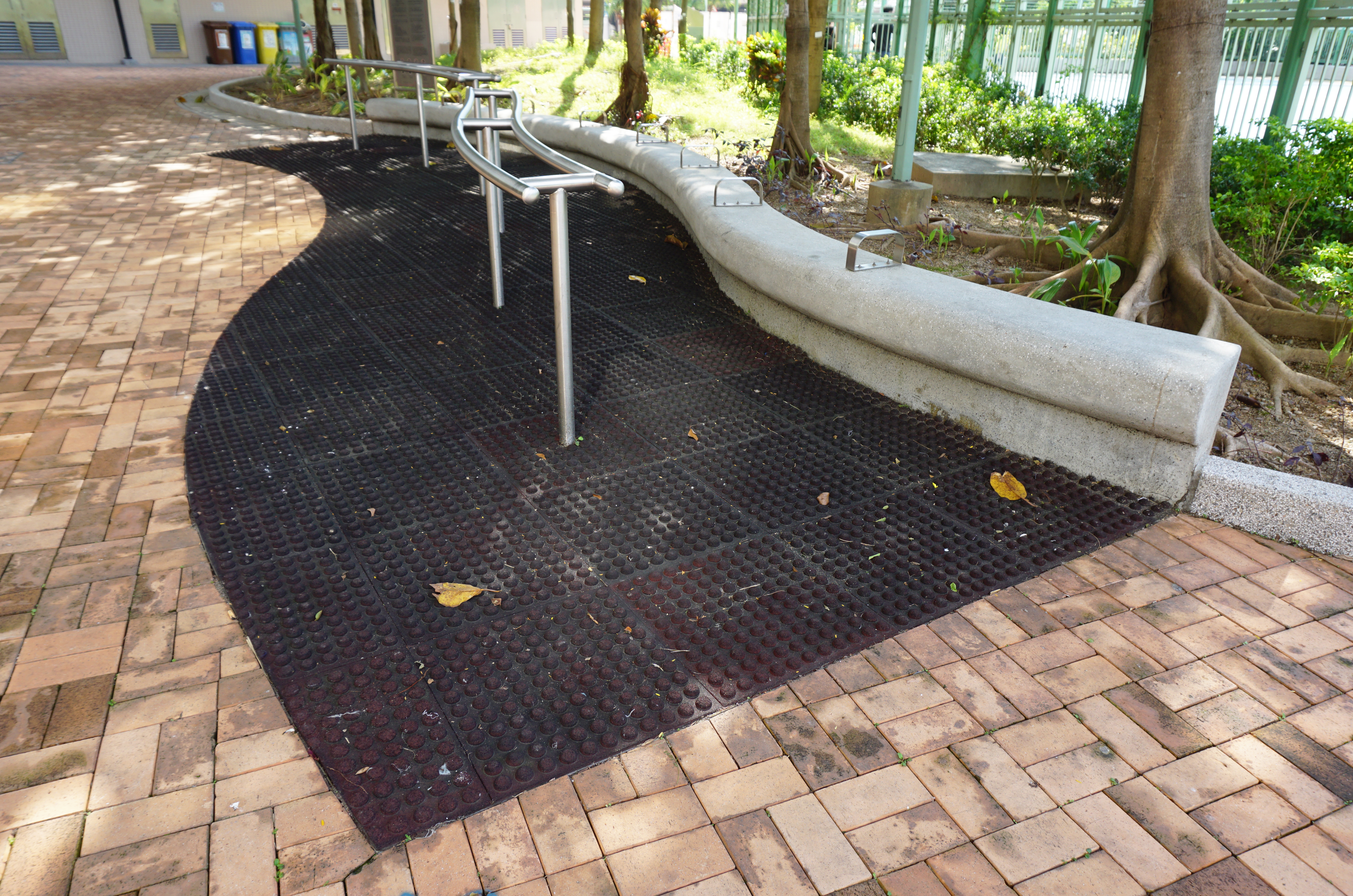
卵石路步行徑

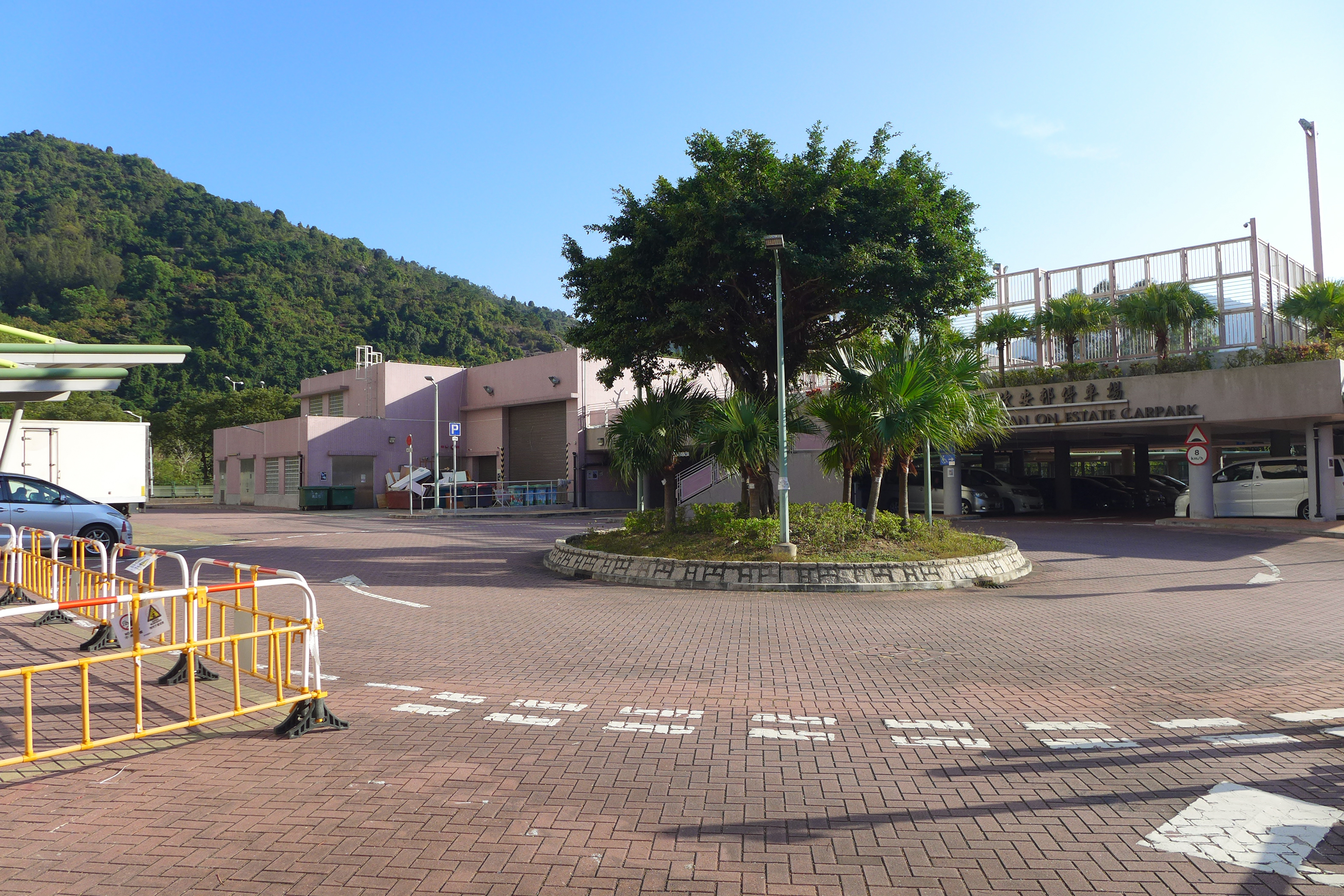
垃圾收集站及停車場

欣安邨（英語：Yan On Estate）是香港房屋委員會轄下的一個公共屋邨，位於新界沙田區馬鞍山的南部，項目名稱為「馬鞍山第86B區公共租住房屋發展計劃」，但已列入擴展市區配屋區內，是馬鞍山最南端的公共屋邨，亦是馬鞍山第五個建成公共屋邨，宜居物業管理有限公司負責物業管理。
欣安邨現時共有3幢樓宇，已於2011年5月30日落成並開始入伙。

## 歷史
欣安邨前身為城安臨時房屋區，共有33座臨時房屋，並於1999年清拆。

## 屋邨資料
欣安邨一期由房屋署發展及工程處屬下之總建築師（4）設計、工程師（134）負責工程計算及工料測量師（C7）負責工料測量，而總承建商為有利建築，合約總值7億9,895萬港元。屋邨建有3座40層高大廈，提供2,587個住宅單位及3個互助委員會辦事處，同時興建2幢1層作商店及服務行業（零售用途）的建築物，總樓面面積有410平方米。邨內設有社區園圃、羽毛球場、兩個兒童遊樂場、籃球場及五人足球場。
而原為欣安邨二期、現正興建中的「錦柏苑」，則設有3座住宅大廈，另附零售設施及地庫停車場。該等樓宇已於2021年12月列入綠表置居計劃，並擬於「綠置居2022」出售。

### 樓宇
| 樓宇名稱（座號） | 樓宇類型                  | 落成年份 | 層數 | 每層伙數 | 單位數目（伙） | 建築師                                              | 承建商   | 提供升降機的廠商 | 期數 |
| ---------------- | ------------------------- | -------- | ---- | -------- | -------------- | --------------------------------------------------- | -------- | ---------------- | ---- |
| 欣喜樓（第1座）  | 非標準設計大廈 （十字型） | 2011年   | 40   | 24       | 960            | 房屋署發展及工程處、 總建築師翁德玲、 總建築師（4） | 有利建築 | 通力             | 1    |
| 欣悅樓（第2座）  | 非標準設計大廈 （十字型） | 2011年   | 40   | 24       | 960            | 房屋署發展及工程處、 總建築師翁德玲、 總建築師（4） | 有利建築 | 通力             | 1    |
| 欣頌樓（第3座）  | 非標準設計大廈 （Y型）    | 2011年   | 40   | 17       | 680            | 房屋署發展及工程處、 總建築師翁德玲、 總建築師（4） | 有利建築 | 通力             | 1    |

（註：因發展計劃內的第4、5及6座已經轉作綠表置居計劃屋苑的關係，故此略去部份座號。）

### 設計

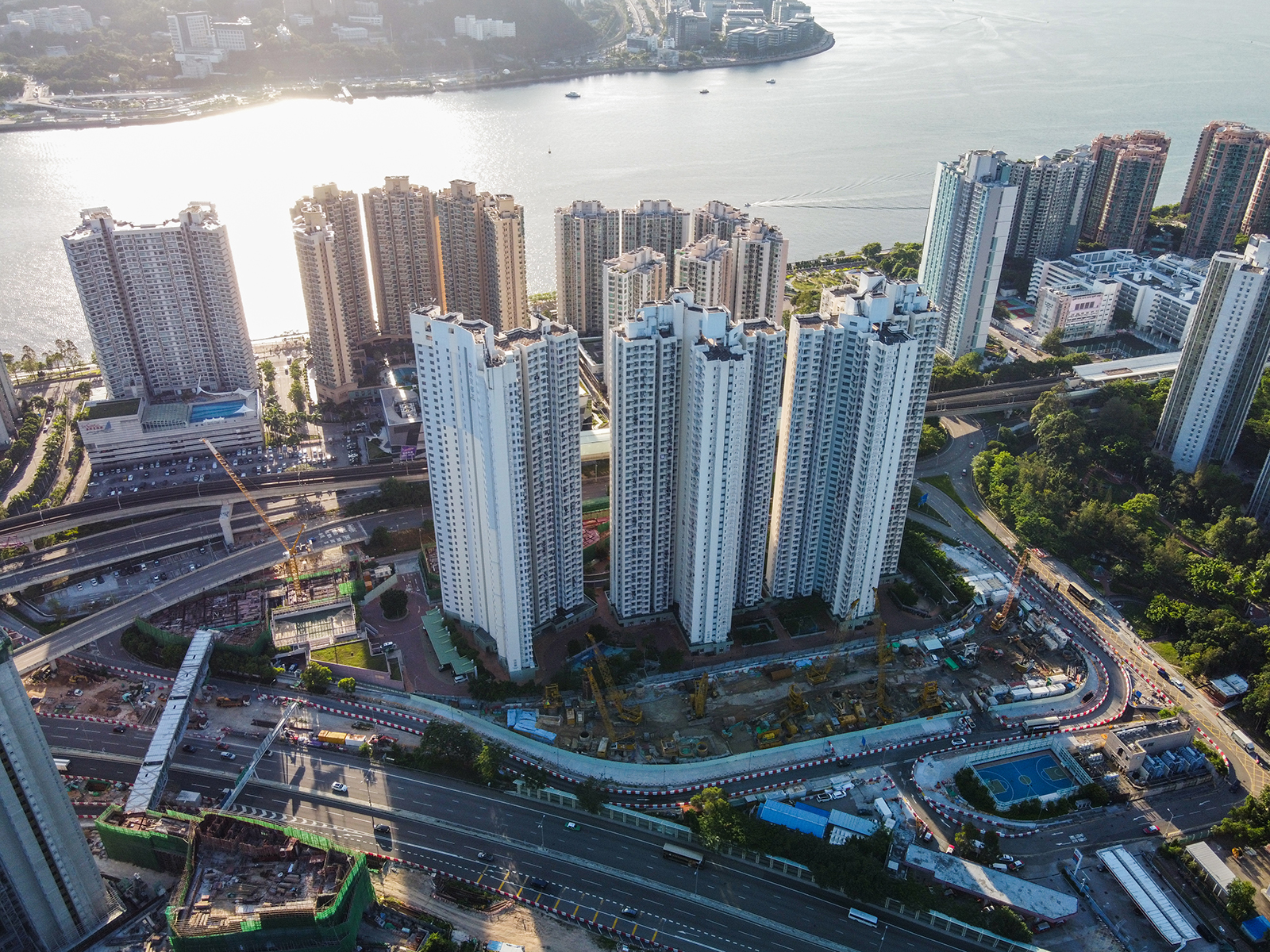
航拍欣安邨（2021年7月）

欣安邨設計別具心思，屋邨外牆以啡黃色作主調，飾以粉紅及粉綠色與周邊環境及建築物協調。地下入口大堂噴上了啡色為主調的石頭漆，信箱頂部配上環保木與石膏假天花及色彩繽紛的指示牌互相連接 ，使大堂設計舒適雅觀。而樓上走廊則以淡黃色為主體，4條走廊各配上一隻主題色，分別為粉紅、鮮黃、淺綠及淡藍色；而每層走廊的指示牌及各戶之門鐘牌亦以該走廊色調配上花、葉、實物及水的圖片一張，與周邊環境協調之餘，也彰顯其獨特主題及個性。
香港房屋委員會於2010年12月6日發表新聞稿，宣布6個新屋邨租金，將以所屬地區現行最高租金水平釐定，欣安邨租金為每月每平方米51.3元。

因對面正在興建的居屋錦駿苑僅得80平方米作零售設施，房署在2013年8月下旬計劃增加鄰近欣安邨的零售配套設施，建議將恆泰路改道，以騰空3.26公頃土地興建錦柏苑，興建3幢42至44層大廈，提供1600個單位。錦柏苑於2019年動工，2024年完工，但第二期的零售設施會提前於2016年動工，2020年完工，以配合鄰近的新居屋單位入伙。但按照最新情況，由於上述的居屋錦駿苑延遲動工，零售設計大樓延至2019年才動工，而錦柏苑亦相應延至2020年動工。

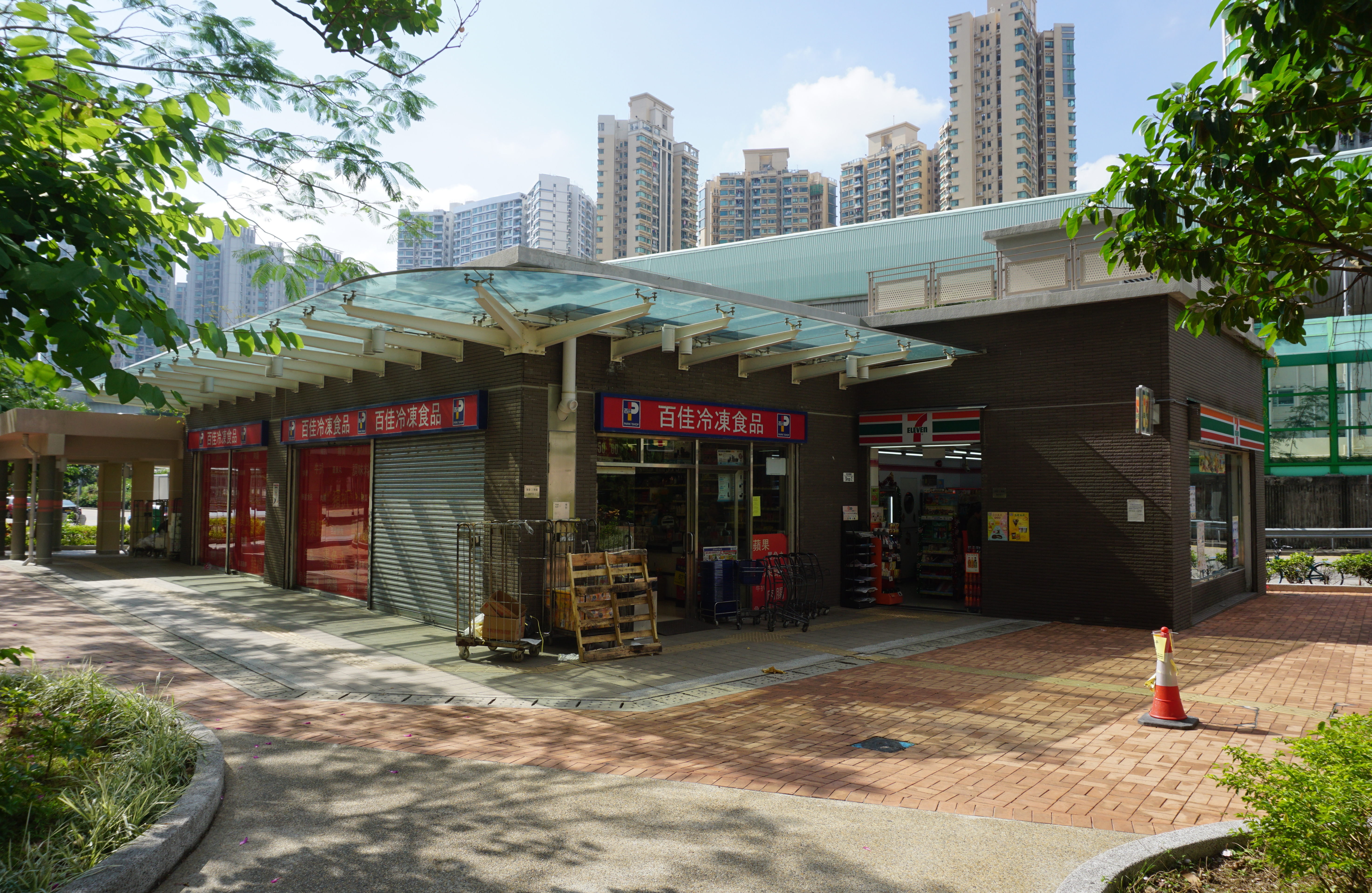
百佳冷凍食品及7-11便利店
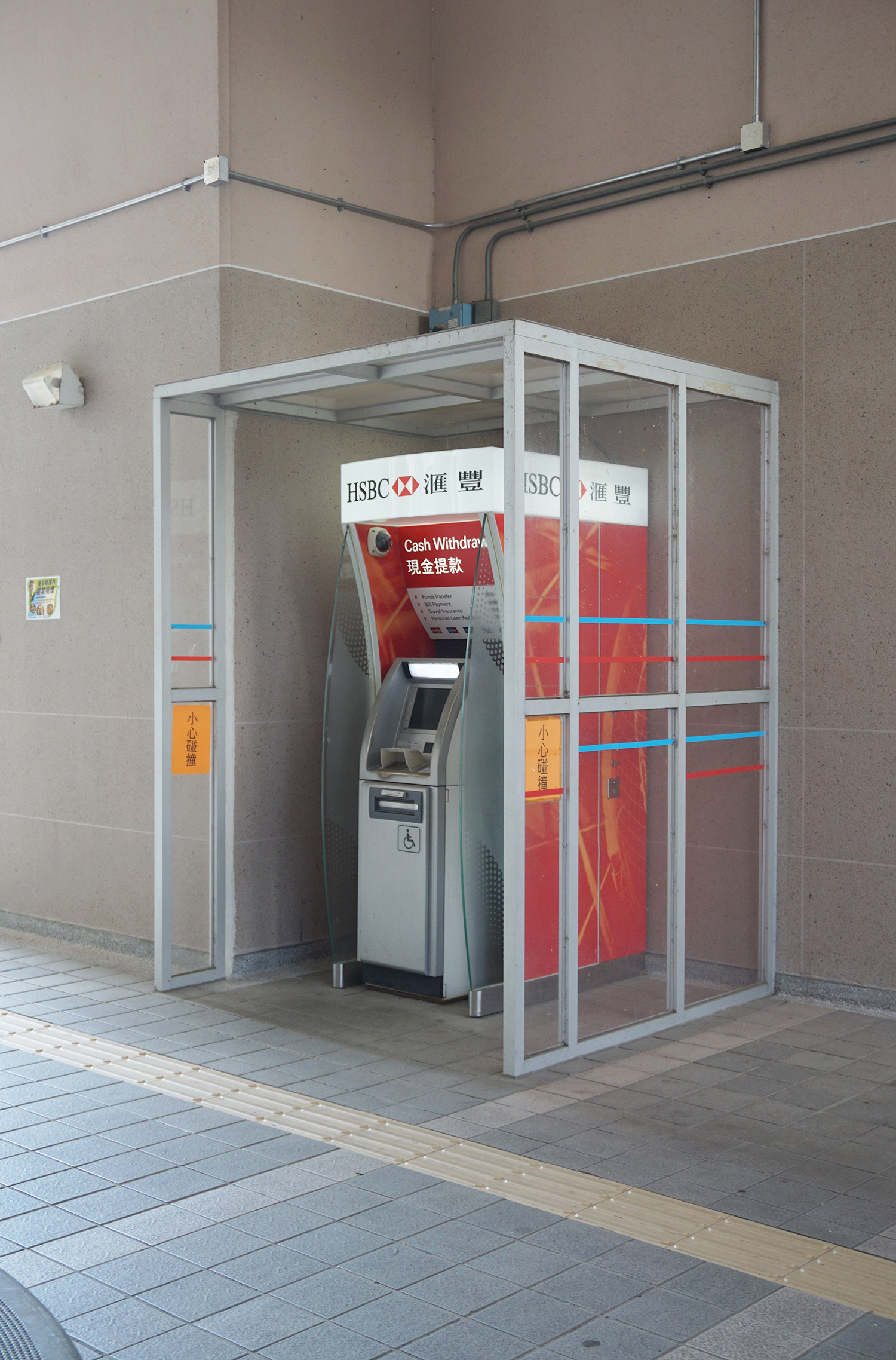
滙豐銀行櫃員機
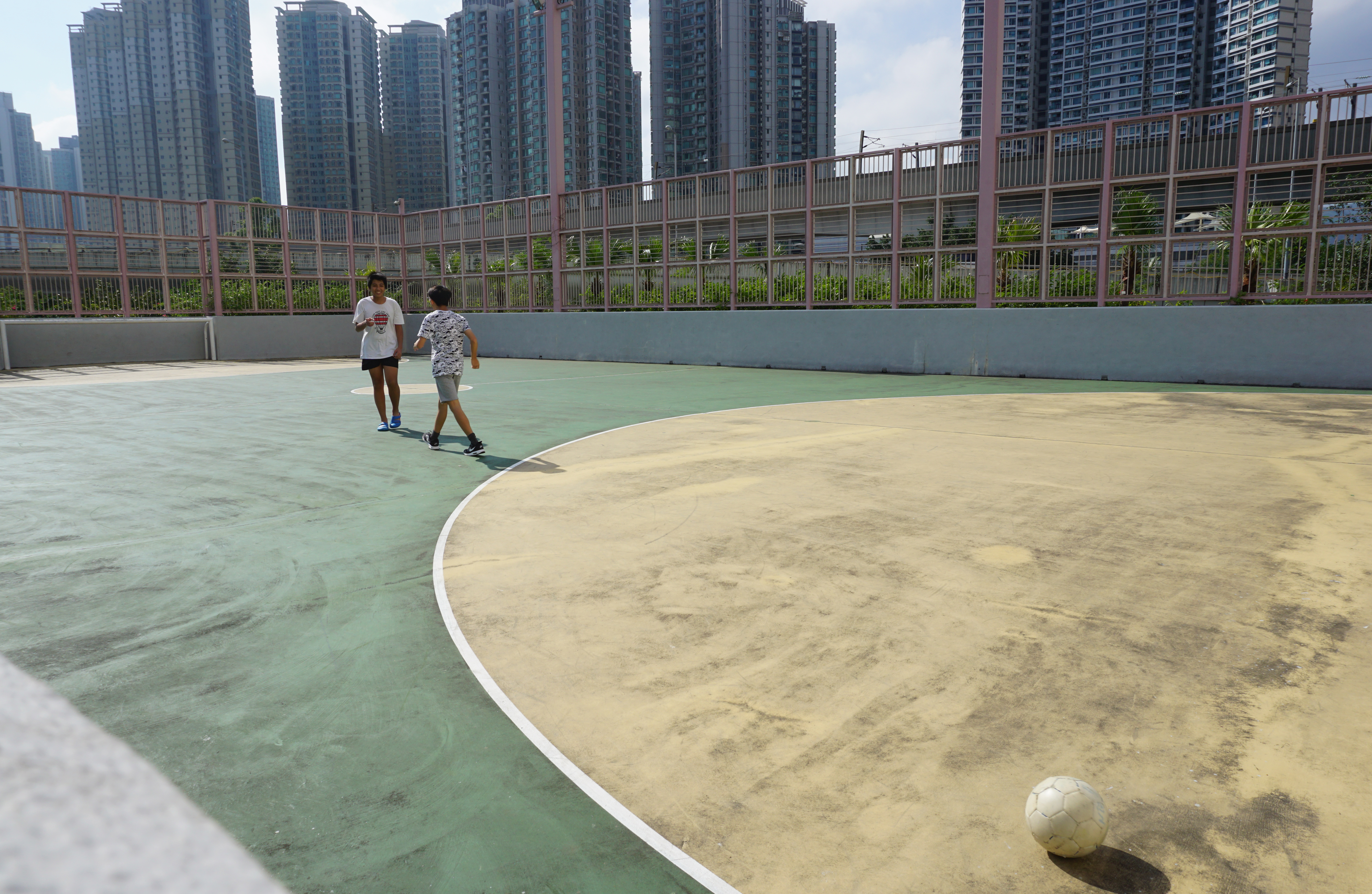
5人小型足球場
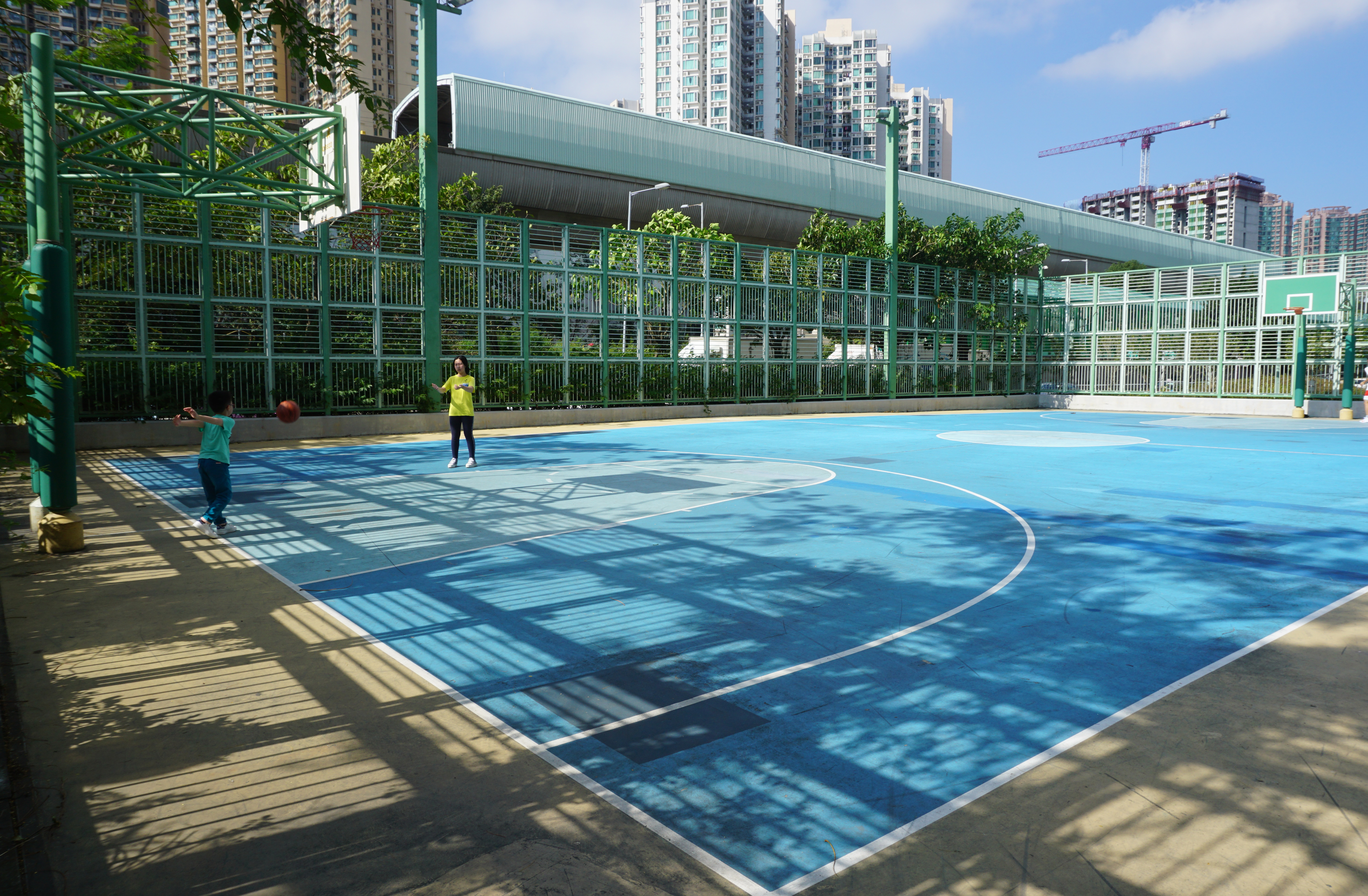
籃球場
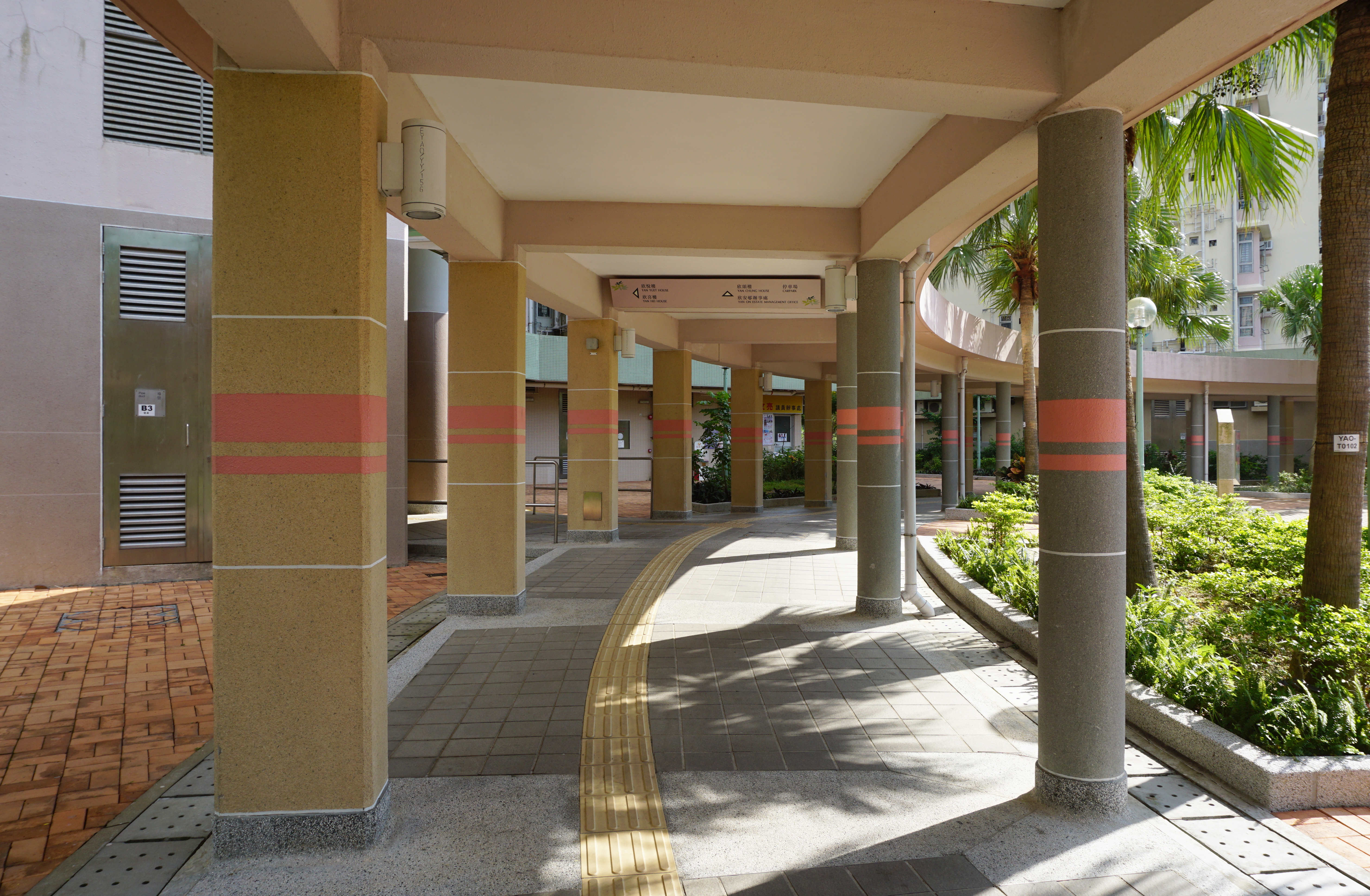
有蓋行人通道
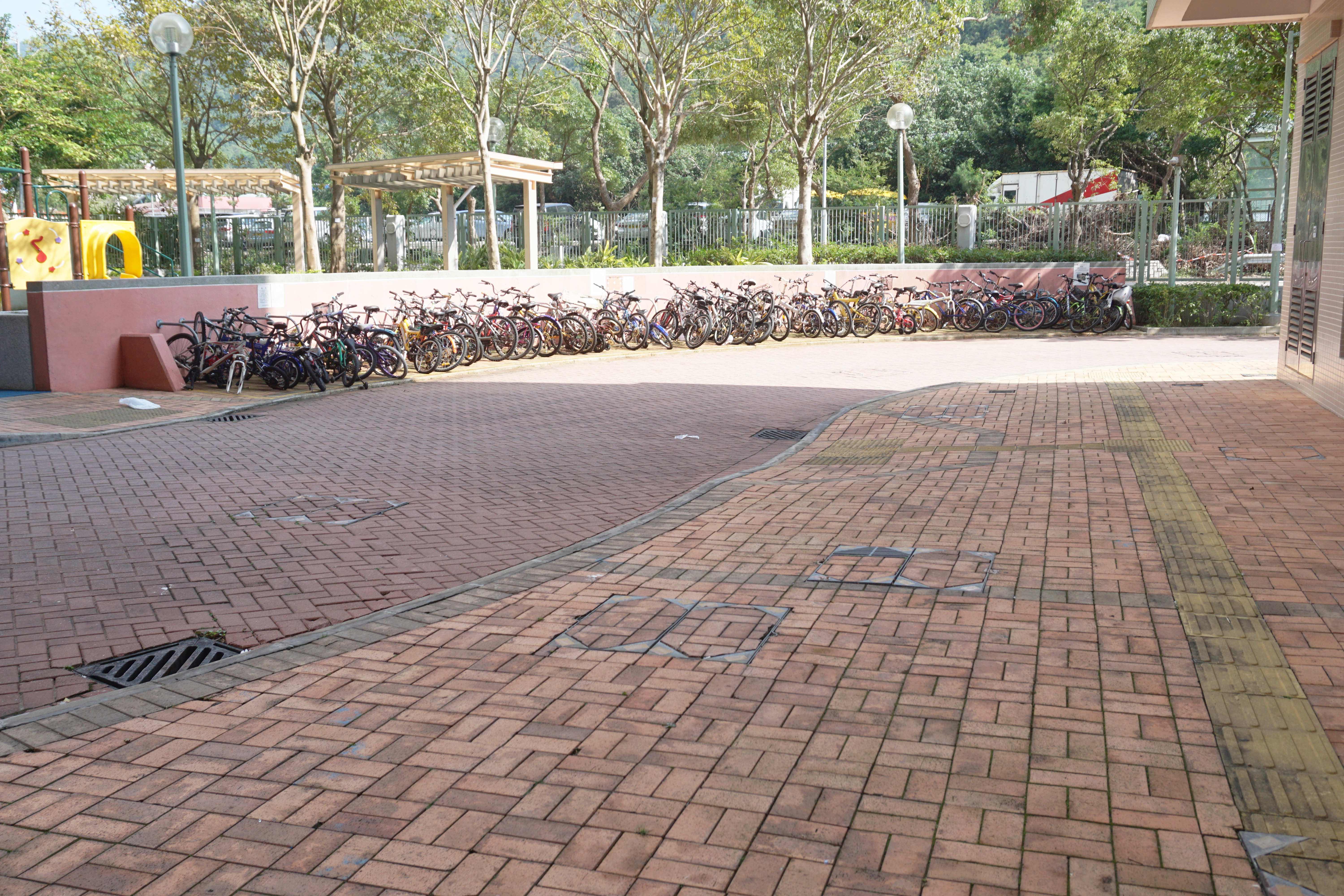
單車停泊處
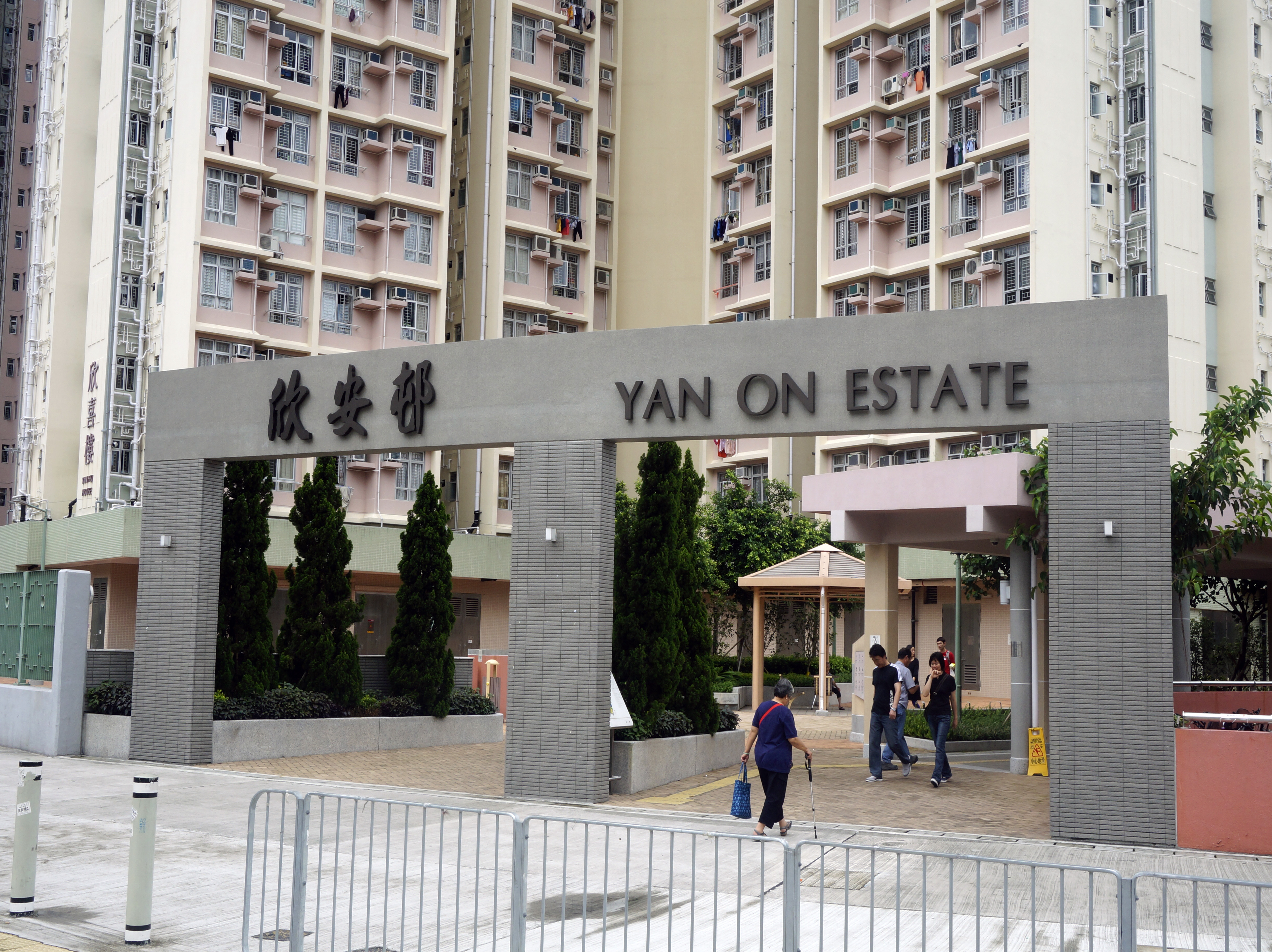
欣安邨的正門
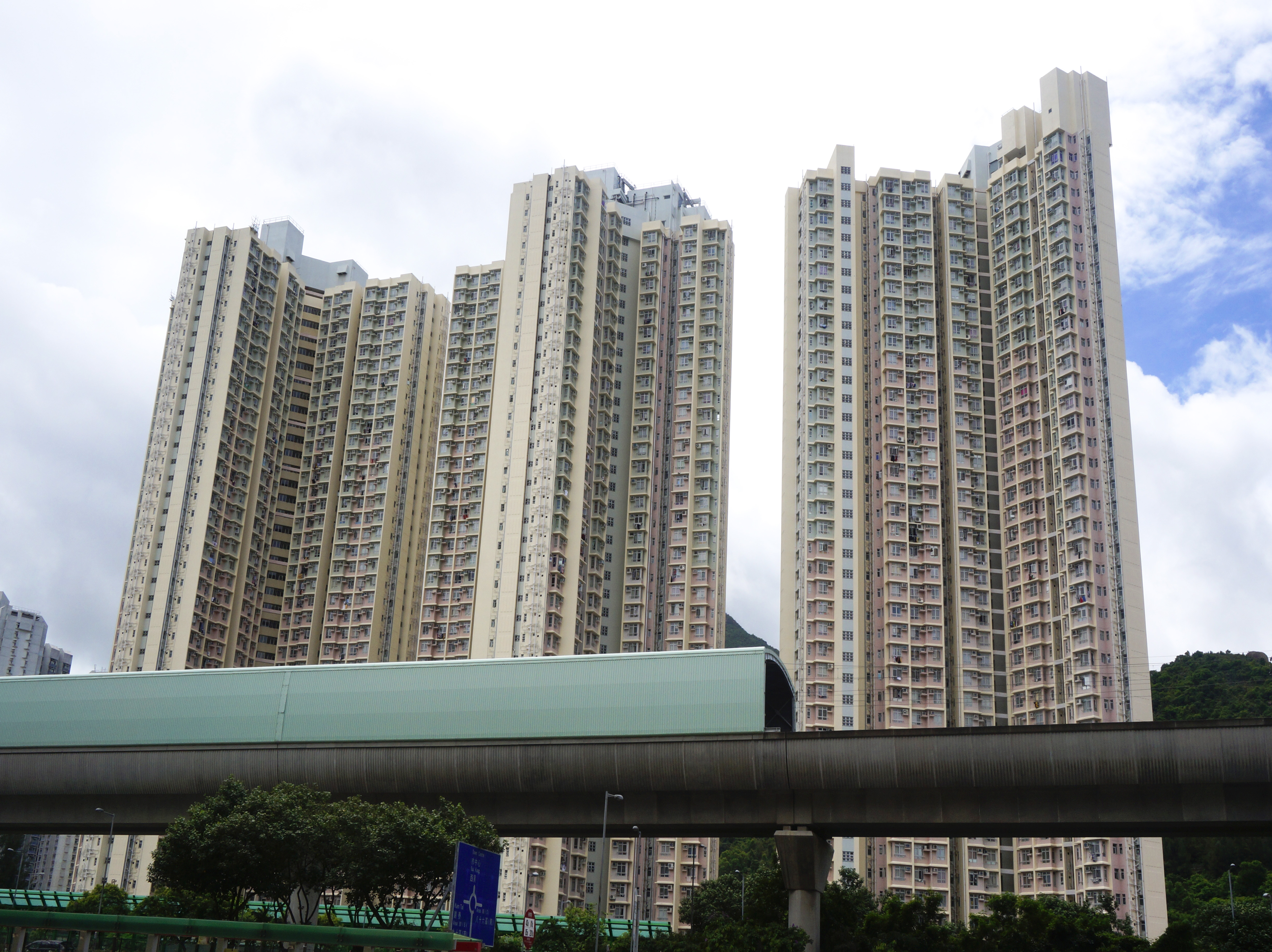
欣安邨西面
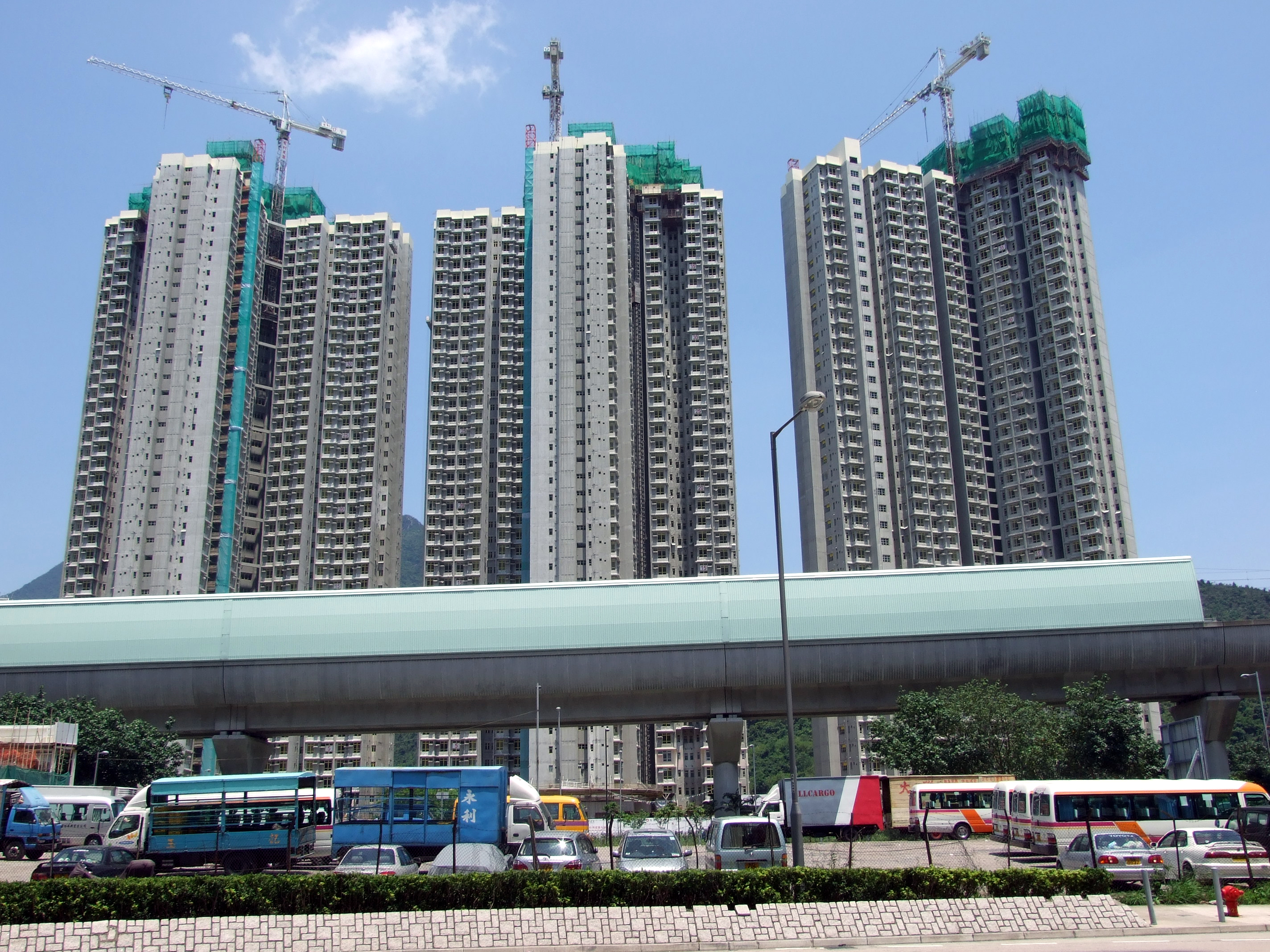
興建中的欣安邨 （2010年5月）
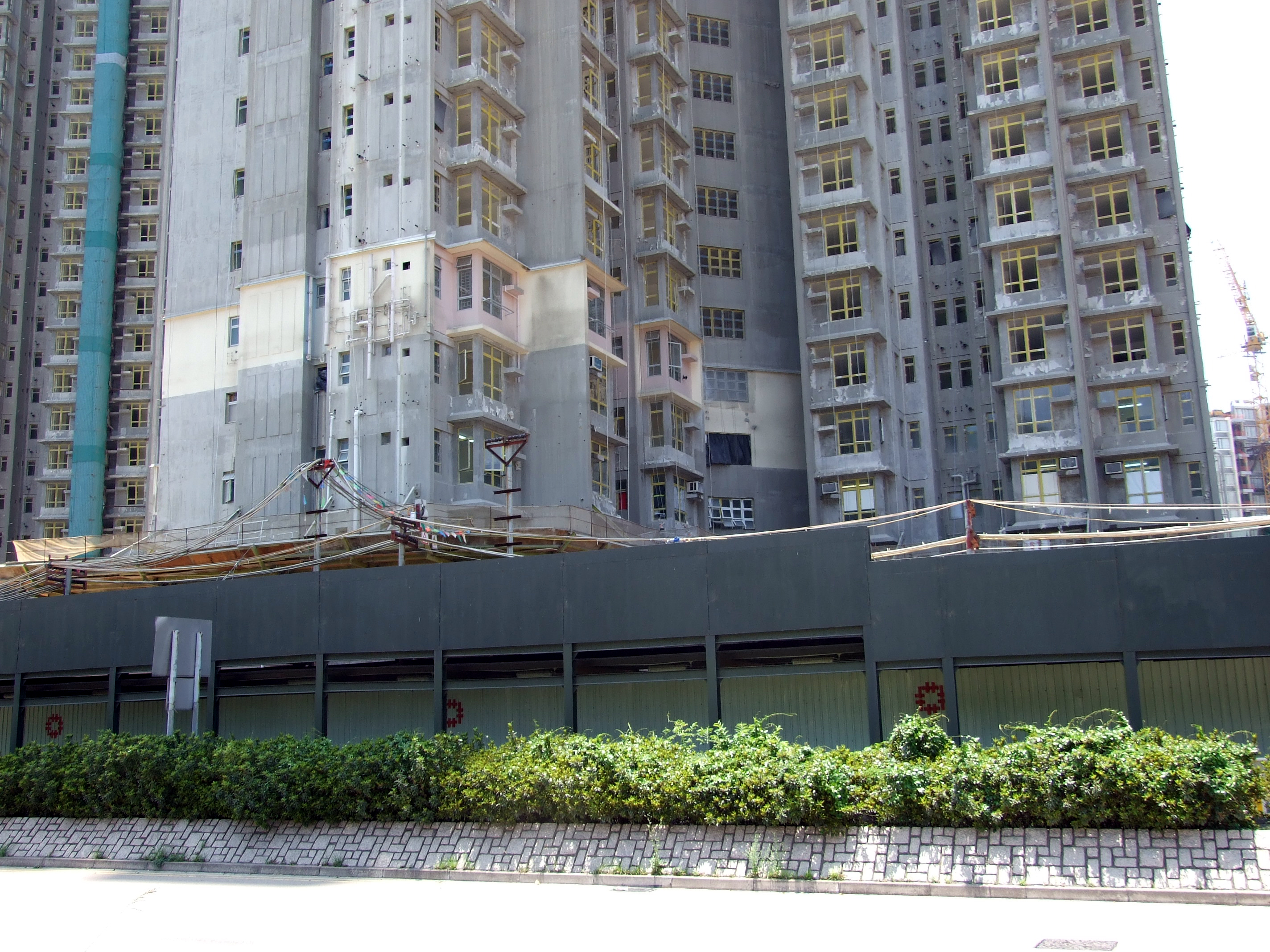
欣安邨樓宇試色 （2010年5月）

### 商舖
欣安邨設有3間商舖及1部滙豐銀行櫃員機，商舖分別是三悅冰室，百佳冷凍食品及7-11便利店。為配合錦柏苑及錦駿苑，將興建商業設施以滿足居民需要。
欣安商場（第二期）位於欣安邨面向恆智街及恆泰路。商場樓高5層，地下設有泊車位；地下、一樓及二樓，共設有22個商舖，可供出租面積接近2 900平方米，商舖預計於2023年底落成；於商場一樓至五樓亦設有社福/社區設施。此外，將設有行人天橋連接商場與鄰近的錦駿苑。
截止2024年5月，已開業中的店舖如下：
G03舖：荷葉冰室 Lotus Leaf Cafe（23.05.24 開張）
/ G05舖：OK便利店
/ 114舖：眼鏡店
/ 112舖：補習社
/ 106舖：賣鞋店
/ 107舖：自助洗衣店
/ 103舖：西醫診所
/ 105舖：單剪店

## 鄰近建築
- 錦柏苑
- 錦駿苑
- 恒安邨及錦鞍苑
- 天宇海
- We Go MALL

## 軼事及事件

### 食水含鉛超標
- 鉛水事件後，每層大堂獲安裝臨時供水系統，但有居民發現水呈奶白色，擔心有問題不敢飲用。房署回應指經了解後證實為氣泡。[10]
- 2016年1月26日，媒體報道欣悅樓多個樓層的走廊出現地磚拱起情況，管理處遂將受損位置圍封。房屋署指會盡快進行復修工作。[11]

## 外部連結
- 房委會物業位置及資料 欣安邨 （页面存档备份，存于）

22°24′52″N 114°13′32″E / 22.414384°N 114.225435°E